# Кезьмино (Сурский район)
Кезьмино — село в Сурском районе Ульяновской области в составе Никитинского сельского поселения, на реке Якла.

## История
В 1672 году на берегу речки Красная Сосна в Симбирском уезде братья Матвей и Василий Кезьмины (Козьмины) поселили на пожалованных землях своих крепостных крестьян, переведённых сюда из соседнего Курмышского уезда. По фамилии первых владельцев (дворяне из рода Кезьминых оставались местными помещиками до середины XVIII века) новое поселение назвали деревней Кезьминой, а после постройки здесь в 1693 году приходской церкви в честь Покрова Пресвятой Богородицы, название поменялось на село Покровское, Кезьмино тож, хотя в официальных документах чаще значилось: село Кезьмино.
В 1780 году при создании Симбирского наместничества село Кезмино вошло в состав Тагайского уезда.
В конце XVIII века имение перешло в собственность дворянина отставного поручика И. С. Кроткова. Новый владелец открыл в Кезьмино суконную мануфактуру. Эта фабрика, начиная с 1827 года, целое столетие оставалась в числе действующих промышленных предприятий Симбирской губернии. Кротков выстроил в центре села взамен прежней деревянной приходской церкви, сгоревшей в 1801 году, новый каменный двухпрестольный храм. Его главный престол был освящён в честь Покрова Богородицы. После смерти Ивана Кроткова наследнице стала его дочь Варвара Ивановна, замужем за генерал-лейтенантом, участником русско-турецкой войны 1828—1829 годов, директором Пажеского корпуса Н. И. Философовом, а она завещала своим детям: Александре Николаевне (1849— ?; замужем с 24 апреля 1883 года за художником Павлом Павловичем Каменским), Алексею Николаевичу и Иллариону Николаевичу Философовым.
Земская школа в Кезьмине открыта в 1859 году.
Приходский храм Покрова Пресвятой Богородицы в Кезьмине, каменный, возобновлён в 1885 году (после бывшего в 1883 году пожара) на средства землевладельца Василия Крылова и крестьян; престол в храме один — в честь Покрова Пресвятой Богородицы. В приход церкви входили: сельцо Ружевщино, сельцо Городец (Городищи), деревни Тоузаковка (Толузаковка, Неклюдовка), Дьячей, Назимовка (Богородское, Михайловка, Афанасьевка), Красная Якла.
В 1883 году симбирский купец 1-й гильдии Василий Петрович Крылов возводит в Кезьмино свою провинциальную усадьбу. Усадьба включает в себя: барский дом-дворец, регулярный парк, каретный двор, фабрику и церковь Покрова. Почти весь этот ансамбль окружен многокилометровым каменным резным забором, который сохранился до сегодняшних дней. Дворец построен по проекту гражданского инженера В. Брюхатова.
При церкви в 1896 году была открыта народная библиотека.
В 2005 году постановлением Правительства РФ село Кезмино переименовано в Кезьмино.

## Население
| 2010 |
| ---- |
| 215  |

## Известные уроженцы
- Стуколкин, Тимофей Алексеевич  — русский танцовщик, артист комедии и водевиля, непревзойдённый мастер пантомимы

## Достопримечательности
- Кезьмино (усадьба) [7][8][9][10][11][12][13][14][15][16]
- Памятник «Погибшему воину»[17]
- Церковь Покрова Пресвятой Богородицы (Кезьмино)[18][19][20][21][22]

## Галерея
- Церковь Покрова Богородицы.
- Замок Кезьмино.
- Церковь Покрова Богородицы (фасад).
- Интерьер церкви.
- Внутри церкви.
- Церковь Покрова Богородицы.